# Camilo Pontoni
Camilo Ismael Pontoni Hueche (Temuco, Chile, 29 de enero de 1995) es un futbolista chileno. Juega de mediocampista y su actual equipo es Imperial Unido de la Tercera División A de Chile.

## Trayectoria
Debutó en Primera División, jugando por Huachipato, el 10 de agosto de 2014. Aquel día, por la cuarta fecha del Torneo Apertura 2014, su equipo empató 2-2 frente a Cobresal y Pontoni disputó apenas 3 minutos ingresando cuando el partido estaba cercano a terminar. 
Como profesional, Pontoni debutó el 18 de mayo del mismo año frente a Deportes Temuco por Copa Chile, disputando 63 minutos en la derrota acerera por la cuenta mínima. El hábil mediocampista acerero realizó su debut en torneos internacionales frente a San José por la Copa Sudamericana 2014 al ingresar por Martín Rodríguez en la victoria de Huachipato por 3-2 frente al conjunto boliviano en la altura de Oruro el 26 de agosto de 2014, en el encuentro entregó un centro que Povea convirtió en el tercer gol.
Su primer gol en el profesionalismo fue el 16 de julio de 2016 por copa chile frente a Iberia de Los Ángeles en el Estadio Huachipato Cap Acero, fue el empate parcial 1 a 1 y resultado final.

## Clubes
| Club                | País  | Año       |
| ------------------- | ----- | --------- |
| Huachipato          | Chile | 2014-2018 |
| San Marcos de Arica | Chile | 2018      |
| Magallanes          | Chile | 2019      |
| Iberia              | Chile | 2020-2021 |
| San Antonio Unido   | Chile | 2022      |
| Deportes Linares    | Chile | 2023      |
| Imperial Unido      | Chile | 2024-Act. |